# Día del Patrimonio Mundial Africano
El Día del Patrimonio Mundial Africano es una conmemoración que se celebra anualmente el 5 de mayo desde 2016, establecida por la UNESCO el 16 de noviembre de 2015.

## Proclamación
El Día del Patrimonio Mundial Africano fue establecido oficialmente el 16 de noviembre de 2015, durante la 38.ª Sesión de la Conferencia General de la UNESCO. La fecha conmemora el décimo aniversario de la creación del Fondo del Patrimonio Mundial Africano (AWHF, por sus sigla en inglés) por la UNESCO, parte de su programa Prioridad Global: África, que busca promover la preservación y valorización del patrimonio cultural y natural del continente.

## Celebración
Esta celebración tiene lugar cada 5 de mayo, escogido específicamente para marcar el lanzamiento del AWHF y para fortalecer la conexión entre las comunidades africanas y su rica herencia. El primer evento conmemorativo se llevó a cabo en 2016, destacando la riqueza cultural y la diversidad natural de África, que son fundamentales para la identidad y el desarrollo socioeconómico del continente. Las actividades anuales incluyen campañas de sensibilización, programas educativos y proyectos de conservación, buscando involucrar especialmente a los jóvenes y a las comunidades locales en la protección de su patrimonio.Pero no solo celebra la diversidad y la riqueza del patrimonio africano, sino que también resalta los desafíos que enfrenta, como el cambio climático, el desarrollo no controlado y la inestabilidad política, que amenazan su preservación. Este día sirve como un llamado a la acción para proteger los sitios que no solo tienen valor universal excepcional, sino que también son esenciales para el legado cultural global.

## Temas
- 2016: Día del Patrimonio Mundial Africano 2016 'Extracro: Primer Día del Patrimonio Mundial Africano'[7]
- 2017: Día del Patrimonio Mundial Africano 2017 'Extracto: Actuar hoy para salvaguardar el patrimonio excepcional de África'[8]
- 2018: Día del Patrimonio Mundial Africano 2018 'Extracto: Invertir en la salvaguardia y la puesta en valor del patrimonio' [9]
- 2019: Día del Patrimonio Mundial Africano 2019 'Extracto: Salvaguardar para las generaciones futuras'[10]
- 2020: World Heritage and Innovation in Africa, ('Patrimonio Mundial e Innovación en África')[11]
- 2021: Arte, cultura y patrimonio: instrumentos para construir el África que queremos[12]
- 2022: Día del Patrimonio Mundial Africano 2022: 'Extracto: El patrimonio africano es universal' [13]
- 2023: Para educar a un niño hace falta una tribu entera[14]

## Participación Juvenil en la Conservación del Patrimonio
La UNESCO colabora con la Unión Africana y gobiernos locales para organizar el Foro Regional de la Juventud del Patrimonio Mundial Africano. Este evento se celebra en sitios significativos como la Isla Robben y busca aumentar la capacidad de los jóvenes en la conservación del patrimonio. El foro promueve el intercambio de ideas y la participación activa de los jóvenes en la protección del patrimonio, resaltando su papel crucial para el futuro del legado cultural y natural del continente.

### Foro Regional de la Juventud del Patrimonio Mundial Africano
| Año  | País         | Ciudad                  | Tema |
| ---- | ------------ | ----------------------- | --- |
| 2016 | Sudáfrica    | Isla Robben             | Increasing youth involvement in the promotion and protection of African World Heritage, (Aumentando la participación juvenil en la promoción y protección del Patrimonio Mundial Africano). |
| 2017 | Burkina Faso | Loropéni                | Primer Foro Juvenil Francófono del Patrimonio Mundial Africano |
| 2018 | Mozambique   | Isla de Mozambique      | Integración de la perspectiva y la participación de los jóvenes en la conservación y el desarrollo sostenible del Patrimonio Mundial Africano                                               |
| 2019 | Etiopía      | Adís Abeba              | (#MiHerenciaAfricana, #HerenciaeinnovacionEnÁfrica) |
| 2021 | Foro virtual |                         | Juventud, emprendimiento y sostenibilidad del patrimonio: construyendo el África que queremos                                                                                               |
| 2020 | Camerún      | Reserva de fauna de Dja | La juventud africana en los próximos 50 años: el patrimonio que queremos |
| 2023 | Zimbabue     | Bulawayo                | Involucrar a los jóvenes africanos en la acción climática para la conservación del Patrimonio Mundial: Foro juvenil en línea                                                                |